# نايف أبو عبيد
نايف سليم أبو عبيد (15 أبريل 1935 -9 نوفمبر 2019) شاعر أردني. ولد في بلدة الحصن بمحافظة إربد ونشأ ودرس فيها. حصل على ليسانس في الآداب من جامعة بيروت العربية سنة 1972. شارك في الإعداد الإذاعي الثقافي حتى عام 1977 رسميًا بالإذاعة الأردنية، حيث تسلم رئاسة القسم الثقافي، ورئاسة الجنة النصوص الغنائية حتى عام 1984. حاز على وسام الاستقلال من الدرجة الثانية للتميز الشعري. برز في الشعر الشعبي وأصدر عشرة دواوين شعرية بالفصحى واللهجة الأردنية. 

## سيرته
ولد نايف سليم أبو عبيد يوم 12 محرم 1354 / 15 أبريل 1935 في بلدة الحصن بمحافظة إربد ونشأ ودرس فيها المرحلة الابتدائية 1942-50 على عدد من الأساتذة، منهم محمود المطلق، وصلاح أبو زيد. ثم درس المتوسطة في مدرسة جرش 1951-52، ثم مدرسة إربد الثانوية 1952-54. التحق بجامعة بيروت العربية وحصل على ليسانس في الآداب 1970-72، ونال دبلوم في الآداب سنة 1980 من جامعة القديس يوسف. 

عمل رئيس قسم التعاونيات الفلاحية في الاتحاد التعاوني الأردني مدة عشر سنوات، ومساعد إداري في بلدية إربد لعشر سنوات، ورئيس قسم البرامج الثقافية في الإذاعة الأردنية. كان عضوًا في رابطة الكتاب الأردنيين ورئيس فرع إربد لمدّة عامين.

توفي سليم أبو عبيد يوم 12 ربيع الأول 1441/ 9 نوفمبر 2019 في مدينة إربد عن عمر يناهز 84 سنة. نعاه وزير الثقافة باسم الطويسي.  وفي 21 يناير 2020 أقامت مؤسسة إعمار اربد في جامعة اليرموك حفل تأبين له بمناسبة مرور 40 يوماً على وفاته.

## جوائزه
- وسام الاستقلال من الدرجة الثانية من الديوان الملكي، لتميُّزه الشعري.[5]

## مؤلفاته
من دواوينه الشعرية بالفصحى والعامية الأردنية:
- «أغنيات للأرض»، 1960
- «هرجه وحكايا ليل»، 1976
- «ديوان قريتنا»، 1984
- «وقال الراوي»، 1985
- «أرجوان العمر»، 1989
- «سلام عليه، سلام عليها» أو «سلام عليه.. سلام»، 1994
- «نشيج القوافي»، 2002

ونشرت له «الأعمال الكاملة» في 2007.